# Sesioctonus parathyridis
Sesioctonus parathyridis är en stekelart som beskrevs av Henry Lorenz Viereck 1912. Sesioctonus parathyridis ingår i släktet Sesioctonus och familjen bracksteklar. Inga underarter finns listade i Catalogue of Life.